# Wimbledon Championships 1939
| ◄ Wimbledon Championships 1939 ► | ◄ Wimbledon Championships 1939 ► |
| --- | -------------------------------- |
| Datum: | 26. Juni – 7. Juli 1939          |
| Auflage: | 59. Wimbledon Championships      |
| Ort: | Church Road, London              |
| Belag: | Rasen                            |
| Titelverteidiger |                                  |
| Herreneinzel: | Don Budge                        |
| Dameneinzel: | Helen Wills Moody                |
| Herrendoppel: | Don Budge Gene Mako              |
| Damendoppel: | Sarah Fabyan Alice Marble        |
| Mixed: | Alice Marble Don Budge           |
| Sieger |                                  |
| Herreneinzel: | Bobby Riggs                      |
| Dameneinzel: | Alice Marble                     |
| Herrendoppel: | Bobby Riggs Elwood Cooke         |
| Damendoppel: | Sarah Fabyan Alice Marble        |
| Mixed: | Alice Marble Bobby Riggs         |
| Grand Slams 1939 |                                  |
| - Australian Championships - Internationale französische Tennismeisterschaften - Wimbledon Championships - U.S. National Championships |                                  |

Die 59. Auflage der Wimbledon Championships fand 1939 auf dem Gelände des All England Lawn Tennis and Croquet Club an der Church Road statt.
Zum zweiten Mal in Folge gingen alle Titel an Spieler aus den USA. Bobby Riggs und Alice Marble gewannen zudem in allen Wettbewerben, in denen sie antraten (Einzel, Doppel und Mixed), den Titel. Es war das letzte Wimbledon-Turnier vor dem Zweiten Weltkrieg.

## Herreneinzel
Bobby Riggs besiegte seinen Landsmann Elwood Cooke im Finale und sicherte sich damit seinen einzigen Einzeltitel in Wimbledon.

## Dameneinzel
Bei den Damen setzte sich Alice Marble durch.

## Herrendoppel
Im Herrendoppel siegten Bobby Riggs und Elwood Cooke.

## Damendoppel
Im Damendoppel verteidigten Sarah Fabyan und Alice Marble den Titel.

## Mixed
Im Mixed siegten Alice Marble und Bobby Riggs.

## Quelle
- J. Barrett: Wimbledon: The Official History of the Championships. HarperCollins Publishers, London 2001, ISBN 0-00-711707-8.